# Лиелайс-Балтэзерс
Лие́лайс-Ба́лтэзерс (латыш. Lielais Baltezers — дословно «большое белое озеро») — озеро в Латвии, недалеко от Риги, на территории Адажского и Гаркалнского краёв (до 2009 года — территория Рижского района). Площадь поверхности — 5,975 км². Высота над уровнем моря — 0,1 м.
Озеро имеет лагунное происхождение. Наиболее глубокая часть озера находится у его восточного берега, где глубина достигает 5,9 м. Берега низкие, пологие. Дно илистое. Встречаются затонувшие деревья.
В озере водится 13 видов рыб.
До 1903 года озеро Лиелайс-Балтэзерс было бессточным; с 1903 года включено в водную систему Гауя—Даугава, в результате уровень озера снизился на 1,8 м, а по его берегам образовались песчаные пляжи шириной до 50 м. Существующей сетью каналов озеро соединено с соседними озёрами Мазайс-Балтэзерс, Юглас и Кишэзерс.
На берегах озера расположены посёлки Букулты, Балтэзерс и Приедкалне. Последний из них застроен состоятельными рижанами в 1990-е годы в стиле постмодернизма.
От сердечного приступа во время катания на водных лыжах по озеру 25 июля 1992 года умер Гунар Цилинский

## Острова
На озере расположены 5 небольших островов, поросших лесом:
- Остров Аузу (3—3,1 га, высота до 4,2 м)
- Остров Лиепу (2,7—2,8 га, высота до 4,5 м)
- Остров Маза (0,5 га, высота до 1,6 м)
- Остров Приежу (3,7 га, высота до 3,3 м)
- Остров Ропажу (3,6—4,5 га, высота до 4 м)

С 1977 года острова озера Лиелайс-Балтэзерс представляют собой охраняемую природную территорию (заказник).